# Gran Plaza 2
Gran Plaza 2 es un gran centro comercial localizado en el municipio madrileño de Majadahonda. Fue inaugurado el 27 de abril de 2012 por la entonces presidenta de la Comunidad de Madrid, Esperanza Aguirre. Tiene 79 800 m², 2 plantas, 190 locales y 3680 plazas de aparcamiento. En ese centro comercial se encuentra un hipermercado de la cadena Alcampo, además de una gran variedad de tiendas, cafeterías y restaurantes.

## Accesos
El centro comercial está en la localidad madrileña de Majadahonda, lindando con el término municipal de Las Rozas de Madrid.

### Por carretera
Se puede ir al centro comercial tomando la salida 79 (dirección La Coruña) o la salida 83 (dirección Badajoz) de la M-50.

### En autobús
Las siguientes líneas interurbanas prestan servicio al complejo.
| Línea | Recorrido                                                       | Operador                  |
| ----- | --------------------------------------------------------------- | ------------------------- |
| 620   | Las Matas - Las Rozas - Majadahonda (Hospital Puerta de Hierro) | Auto Periferia            |
| 652   | Madrid (Moncloa) - Majadahonda (Carril del Tejar)               | Avanza Movilidad Integral |
| FS1   | Las Rozas (CC Herón City/Las Rozas Village) - Valdemorillo      | Avanza Movilidad Integral |